# Roskilde
Roskilde è una città della Danimarca situata nella regione della Selandia (o Zelanda). Si trova sull'isola di Selandia nella parte terminale del fiordo di Roskilde. 
Fu la capitale della Danimarca fino al 1443, quando Copenaghen assunse questo ruolo. 

## Geografia
La città si trova circa 30 km a ovest di Copenaghen, il centro della città si trova su un altopiano ad un'altitudine di circa 40 m s.l.m. che digrada verso il porto situato al termine del fiordo di Roskilde.

## Storia
La città venne fondata dai vichinghi che probabilmente scelsero l'area per la sua posizione favorevole sul fiordo e ne fecero un centro per i commerci dei prodotti agricoli provenienti dall'interno della Sealandia. 
L'espansione avvenne solo nell'XI secolo, nel 1022 divenne sede episcopale con la nomina del primo vescovo, il nome della città apparve sulle monete battute durante il regno di Canuto il Grande (1018-35).
Intorno al 1150 la città venne fortificata con la costruzione di un bastione e circondata da un fossato. Durante il vescovato di Absalon il sovrano Valdemaro I di Danimarca fece grandi concessioni, terreni, il porto e la città di Copenaghen. Nel 1168 entrò a far parte della diocesi di Roskilde anche l'isola tedesca di Rügen, nel XIII secolo la città raggiunse il suo massimo splendore quando si dotò non solo della sontuosa cattedrale gotica ma di una chiesa per ognuna delle 14 parrocchie nonché di cinque monasteri e tre fondazioni ospedaliere.
Il comune di Roskilde è stato riformato in seguito alla riforma amministrativa del 1º gennaio 2007 accorpando i precedenti comuni di Gundsø e Ramsø.

## Monumenti e luoghi d'interesse

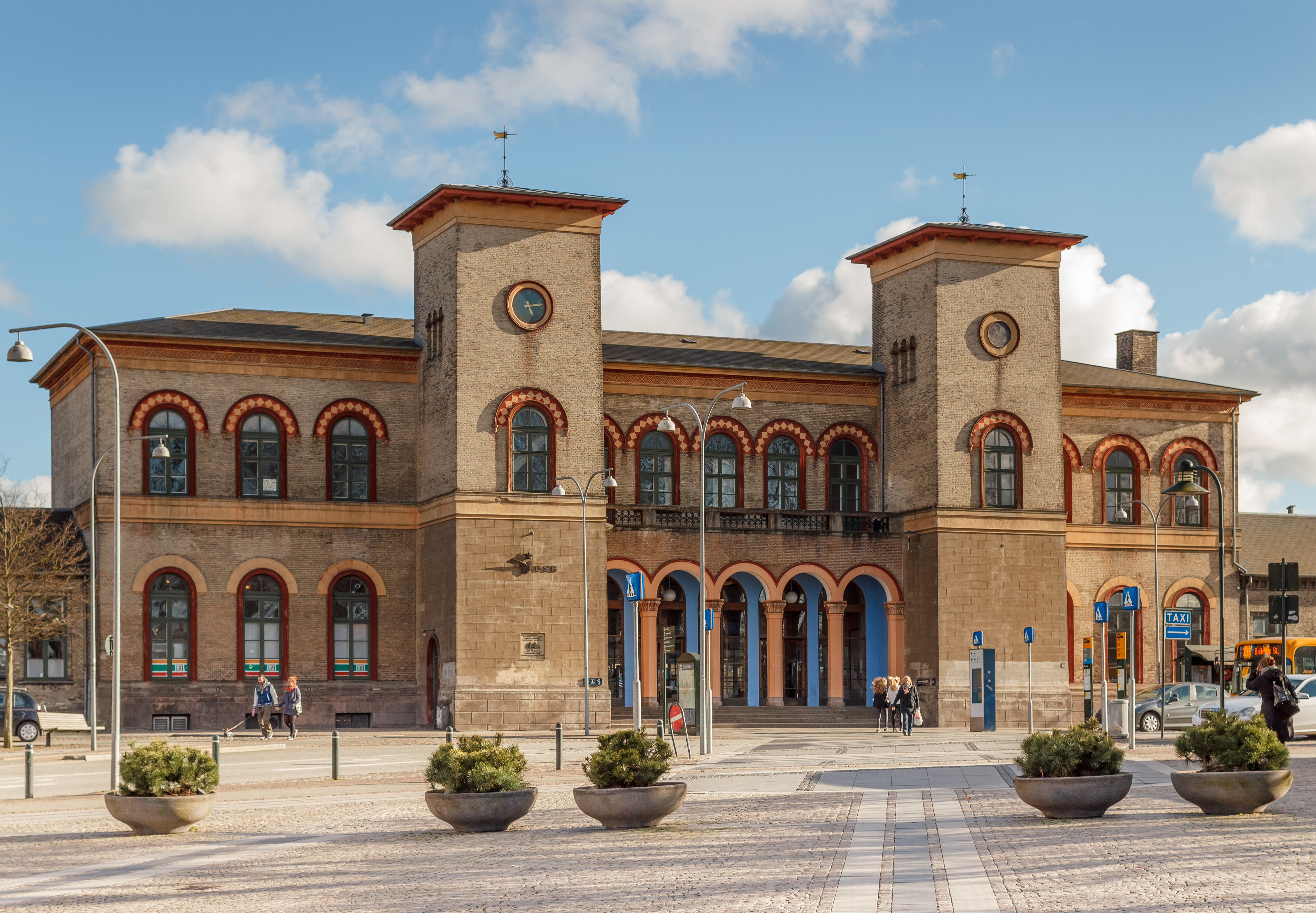
La Stazione di Roskilde

Roskilde è la tipica cittadina danese immersa nel verde ed il turismo porta qui circa 125 000 persone all'anno. L'importanza storica di questa città può essere evinta dal fatto che la sua cattedrale è stata fino al XX secolo l'unica nell'isola di Sjælland. Questa cattedrale, costruita tra il XII e il XIII secolo, è stata la prima cattedrale gotica ad essere costruita in mattoni, tecnica che ha poi influenzato l'architettura gotica in tutta l'Europa settentrionale. Nella cattedrale di Roskilde vengono sepolti tutti i re danesi. 
Dal 1995 la cattedrale fa parte del Patrimonio dell'umanità dell'UNESCO.

## Cultura

### Università
L'Università di Roskilde (RUC) è situata a cinque chilometri dal centro della città, fondata nel 1972 e dotata di un programma di studi alternativi. La sua sede è stata progettata negli anni settanta, la biblioteca è stata progettata da Henning Larsen Architects.

### Musei
- Museo delle navi vichinghe: vi sono conservati i resti (in ottime condizioni) di cinque navi vichinghe, recuperate negli anni sessanta dal fiordo di Roskilde, dove erano state poste nell'XI secolo per ostacolare la navigazione in un canale, proteggendo così la città da assalti provenienti dal mare. Fra queste navi si trovano due drakkar e l'unico knarr che sia mai stato recuperato in buone condizioni.

## Amministrazione

### Gemellaggi
- Linköping

## Sport
Tra gli anni '50 e gli anni '60 la cittadina fu dotata di un autodromo motoristico, il Roskilde Ring. Nel football americano Roskilde è rappresentata dai Roskilde Kings, che hanno vinto 4 volte il Mermaid Bowl e una volta la Euro Cup.
Nel calcio, la squadra cittadina è il FC Roskilde, che nel 2024-2025 ha militato nella Nordic Bet Liga, la seconda divisione del calcio danese

## Il Roskilde Festival
Roskilde ospita dal 1971 un festival rock, che con il passare degli anni è diventato tra i più importanti in Europa ed attrae ogni anno nella città danese giovani dalla Scandinavia e da tutta Europa. Nel 2000 il festival è stato al centro delle cronache per un tragico evento: nove ragazzi sono morti nella folla durante il concerto dei Pearl Jam. In conseguenza di questo, dal 2001 il festival si è dotato di massicce misure di sicurezza.